# Diodon
Diodon – rodzaj morskich ryb rozdymkokształtnych z rodziny najeżkowatych (Diodontidae).

## Występowanie
Ocean Atlantycki, Ocean Indyjski i Ocean Spokojny.

## Klasyfikacja
Gatunki zaliczane do tego rodzaju:
- Diodon eydouxii
- Diodon holocanthus – najeż[3]
- Diodon hystrix – diodon jeżyk[4], najeżka[5], jeżówka[5], diodon[5] („rybojeż”[3], „jeżoryb”[6])
- Diodon liturosus
- Diodon nicthemerus

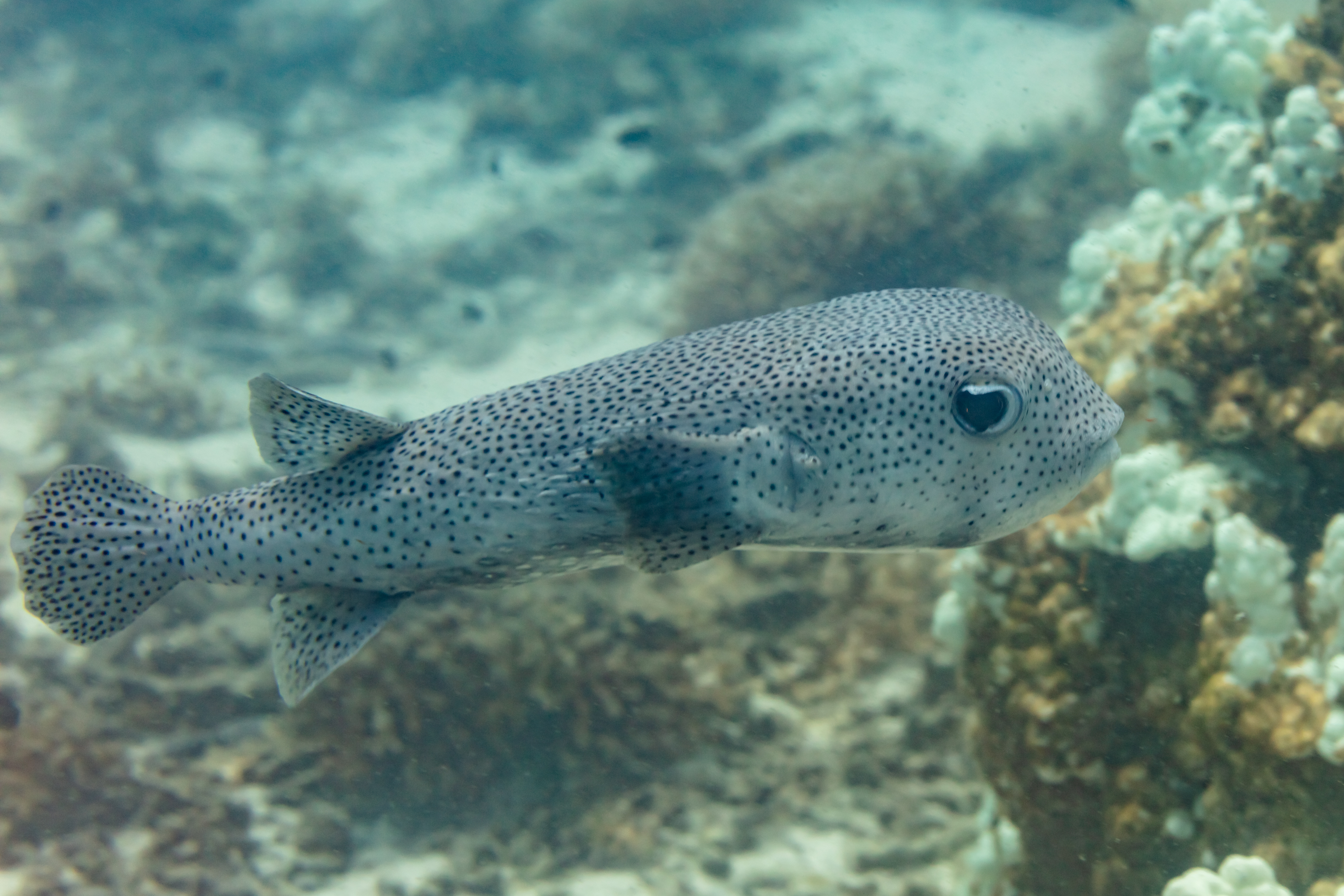
Diodon hystrix
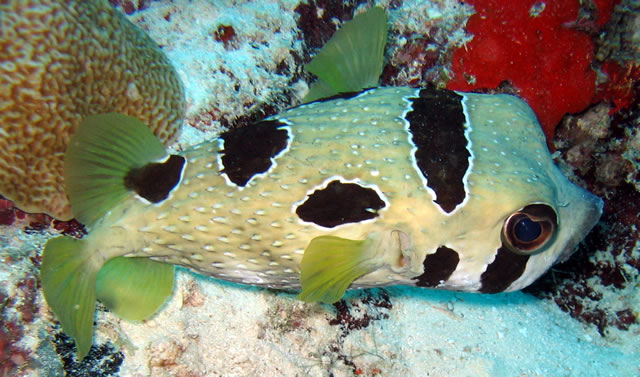
Diodon liturosus
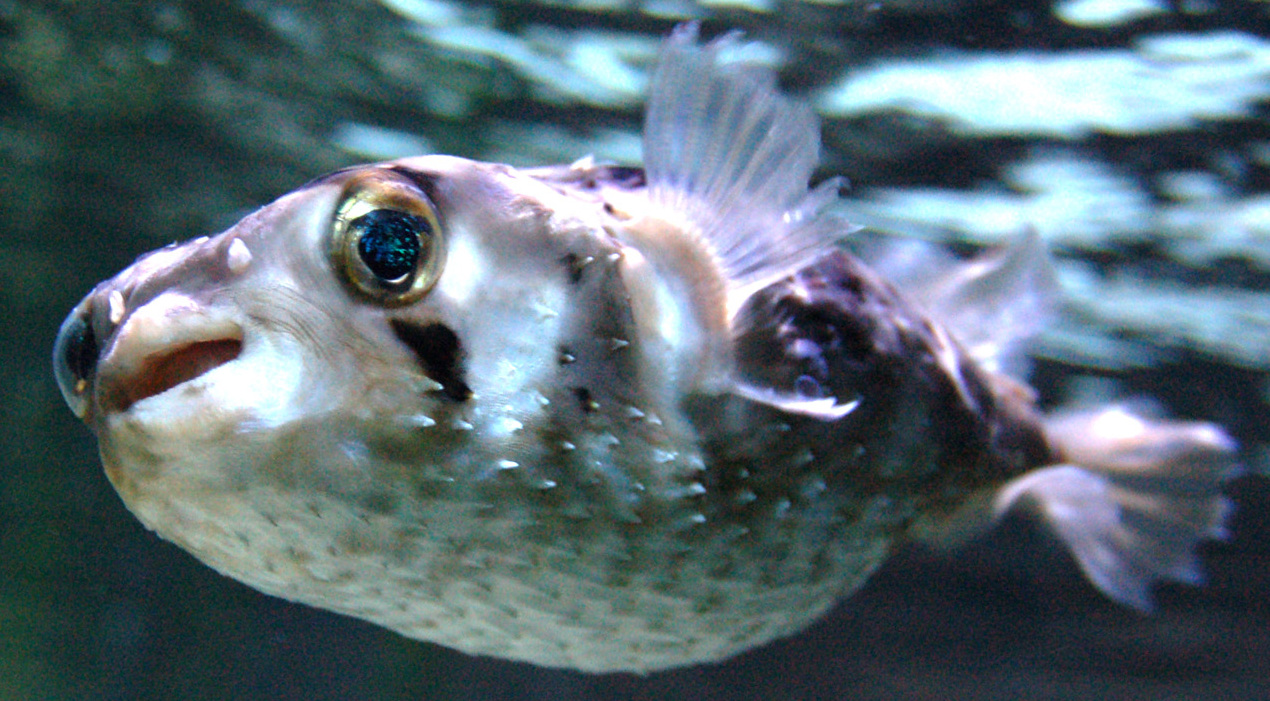
Diodon nicthemerus
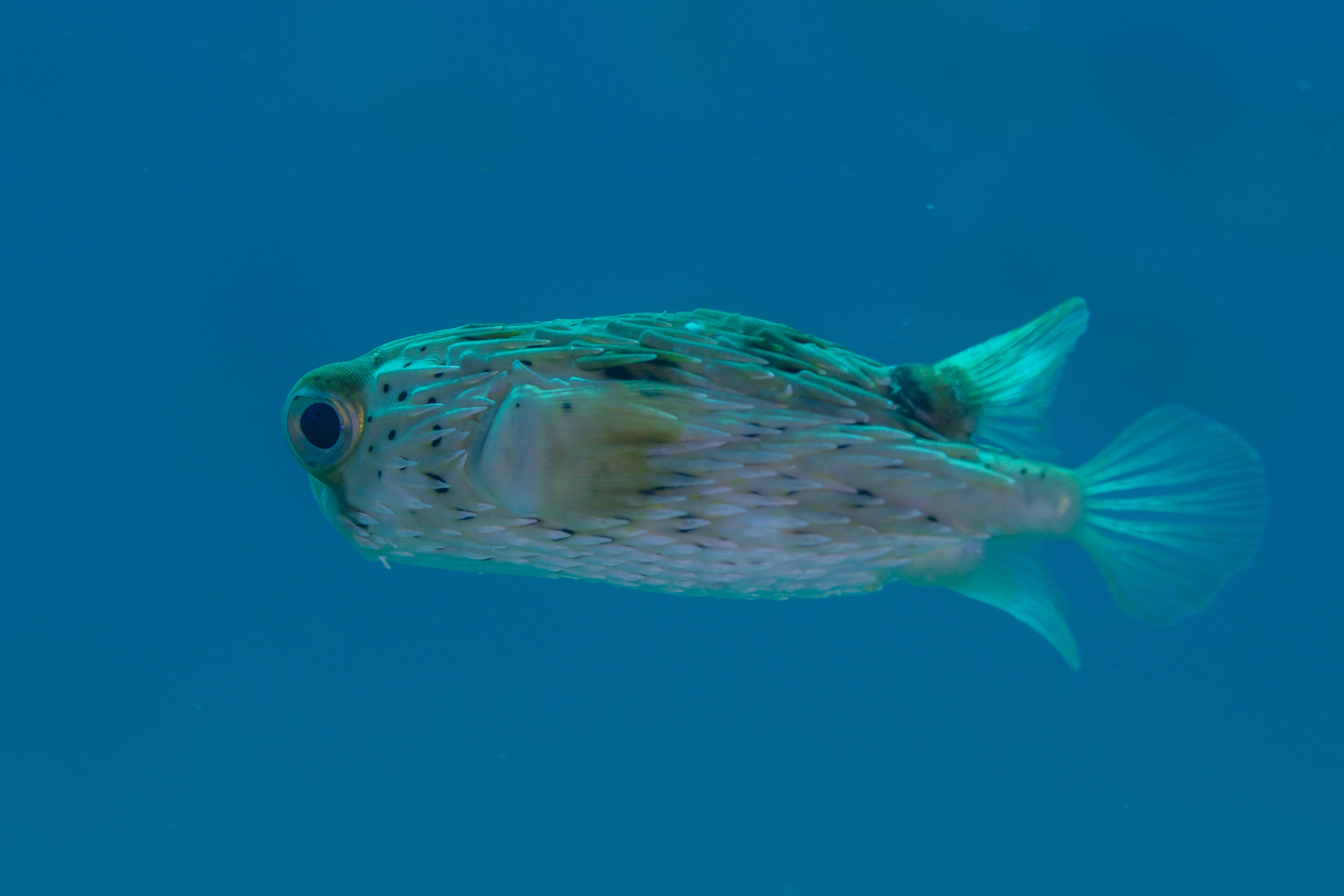
Diodon holocanthus